# Courcelles-Frémoy
Courcelles-Frémoy är en kommun i departementet Côte-d'Or i regionen Bourgogne-Franche-Comté i östra Frankrike. Kommunen ligger i kantonen Semur-en-Auxois som tillhör arrondissementet Montbard. År 2022 hade Courcelles-Frémoy 148 invånare.

## Befolkningsutveckling
Antalet invånare i kommunen Courcelles-Frémoy
Referens:INSEE